# Langebaan
Langebaan is een stadje met 8300 inwoners, in de Zuid-Afrikaanse provincie West-Kaap. Langebaan behoort tot de gemeente Saldanhabaai dat onderdeel van het district Weskus is.

## Subplaatsen
Het nationaal instituut voor de statistiek, Stats SA, deelt sinds de census 2011 deze hoofdplaats in in 6 zogenaamde subplaatsen (sub place), waarvan de grootste zijn:
Langebaan Country Estate • Langebaan SP1 • Myburgh Park.